# Multiverso

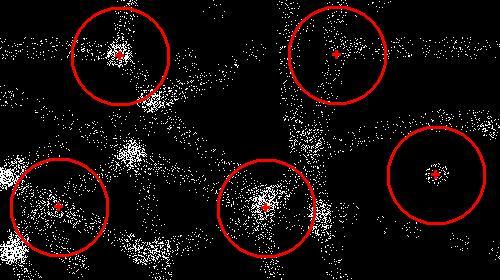
Rappresentazione artistica di un multiverso.

In fisica teorica il multiverso è un'idea che postula l'esistenza contemporanea di altri universi fuori dal nostro spaziotempo, spesso denominati dimensioni parallele.
Il concetto di multiverso fu proposto in modo rigoroso per la prima volta da Hugh Everett III nel 1957 con l'interpretazione a molti mondi della meccanica quantistica. Successivamente è stato riaffermato come possibile conseguenza di alcune teorie scientifiche, specialmente la teoria delle stringhe e quella dell'inflazione caotica o teoria delle bolle.
Dal punto di vista filosofico l'ipotesi è antica, essendo stata posta come pluralità dei mondi simili alla Terra già dagli atomisti greci, e trovò nuovo vigore dopo la rivoluzione copernicana con la scoperta della grandezza effettiva dell'universo, contenente miliardi di galassie; un precursore dell'idea moderna di multiverso fu il filosofo rinascimentale Giordano Bruno.
L'ipotesi è fonte di disaccordo nella comunità dei fisici, che la collocano nella scienza di confine. Tra i sostenitori di almeno uno dei modelli del multiverso ci sono Stephen Hawking, Steven Weinberg, Brian Greene, Michio Kaku, Neil Turok, Lee Smolin, Max Tegmark, Andrej Linde, Alex Vilenkin. Tra coloro che non accettano l'ipotesi così com'è formulata o che la criticano ci sono David Gross, Paul Steinhardt (che sostiene l'ipotesi della collisione di due mondi-brana), Roger Penrose (che propone una sua versione differente detta cosmologia ciclica conforme) e Paul Davies. Per alcuni di questi studiosi la questione è più filosofica che scientifica, quindi dannosa per la fisica teorica in quanto semplicemente pseudoscienza, ovvero una speculazione teorica non falsificabile da dati o evidenze sperimentali.
Il termine Multiverso fu coniato nel 1895 dal filosofo e psicologo americano William James. L'idea di universi paralleli fu ripresa dallo scrittore di fantascienza statunitense Murray Leinster nel 1934 e in seguito da molti altri, come Jorge Luis Borges, divenendo un classico del genere fantastico.

## Il multiverso nella cosmologia
Il multiverso è, scientificamente parlando, un insieme di universi coesistenti previsto da varie teorie, come quella dell'inflazione eterna di Linde o come quella secondo cui da ogni buco nero esistente nascerebbe un nuovo universo, ideata da Smolin. Le dimensioni parallele sono contemplate anche in tutti i modelli correlati al concetto di D-brane, classe di P-brane inerenti alla teoria delle stringhe.

### Hugh Everett III e la sua "interpretazione a molti mondi"

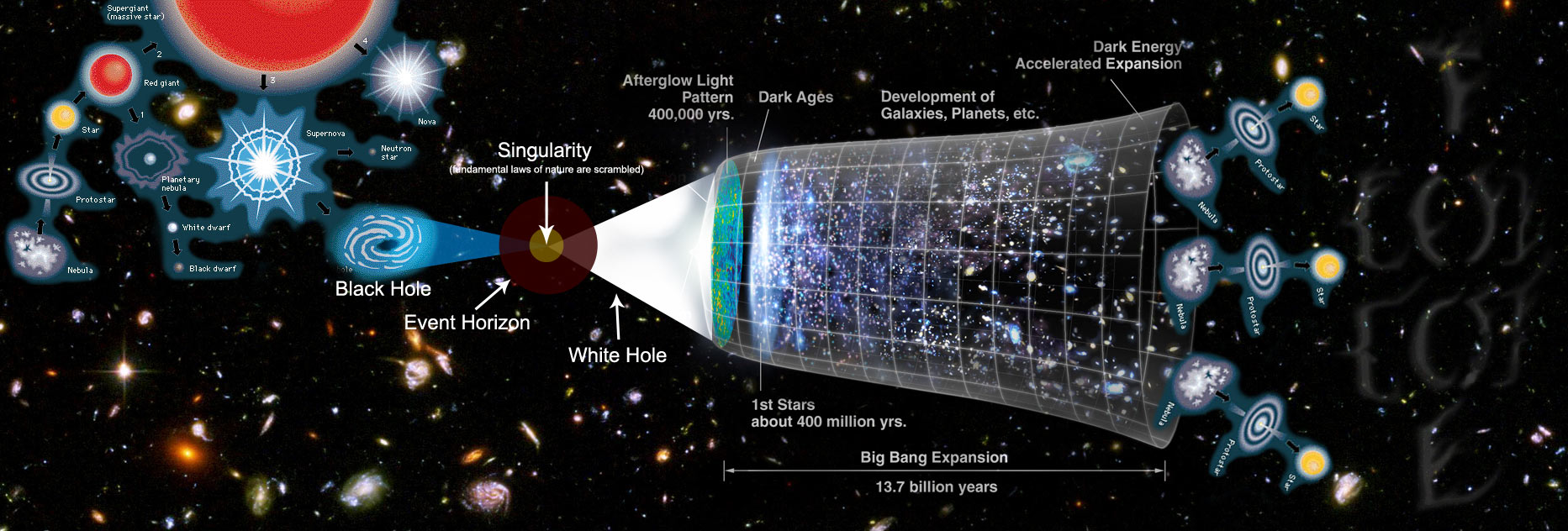
Un modello di possibile evoluzione di un multiverso, con la cosiddetta selezione naturale cosmologica da buchi neri e buchi bianchi

Il concetto di multiverso fu proposto in modo serio per la prima volta nella cosiddetta "interpretazione a molti mondi" della meccanica quantistica di Hugh Everett III, nella sua tesi di dottorato (The Many-Worlds Interpretation of Quantum Mechanics, abbreviata in MWI): ogni misura quantistica porta alla divisione dell'universo in tanti universi paralleli quanti sono i possibili risultati dell'operazione di misura.
La teoria del multiverso proposta da MWI ha un parametro di tempo condiviso. In molte delle sue formulazioni, gli universi costituenti il multiverso sono strutturalmente identici, e possono esistere in stati diversi anche se possiedono le stesse leggi fisiche e gli stessi valori delle costanti fondamentali. Gli universi costituenti sono inoltre non-comunicanti, nel senso che non può esservi transito di informazioni tra di essi, anche se nell'ipotesi di Everett potenzialmente potrebbero esercitare un'azione reciproca.
(Max Tegmark)

#### Interpretazione di Copenaghen
Altre interpretazioni della molti-mondi sono quella di Copenaghen e quella delle "storie consistenti". In queste ipotesi, lo stato dell'intero multiverso è correlato agli stati degli universi costitutivi dalla sovrapposizione quantistica, ed è descritto da una singola funzione d'onda universale. Simili a questa visione sono l'interpretazione a molteplici storie di Feynman e quella di Zeh a molte menti.
L'interpretazione a molti mondi (Many Worlds Interpretation) non può spiegare l'apparente universo antropico, perché le costanti fisiche di almeno una parte degli infiniti "mondi" possibili sono le stesse. L'interpretazione a molti mondi può, comunque, spiegare l'esistenza (all'apparenza improbabile) di un pianeta come la Terra. Vedasi l'Ipotesi della rarità della Terra: se l'interpretazione a molti mondi fosse corretta, esisterebbero così tante copie del nostro universo che l'esistenza di almeno un'altra Terra non sarebbe sorprendente.

### Teoria delle "bolle" o universo a inflazione caotica

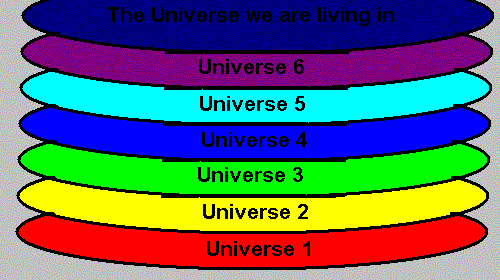
"Universi a bolla", ogni disco è un universo a bolla con costanti fisiche diverse da quelle degli altri. L'immagine illustra il concetto di come il nostro universo possa essere solo uno tra infinite bolle.

La teoria delle bolle è la teoria del multiverso solitamente più accreditata, perché più aderente ai dati e alle misurazioni.
La formazione del nostro universo da una "bolla" del multiverso fu proposta da Andrej Linde, sulla base degli studi di Alan Guth sull'inflazione cosmologica nel 1986, ed è nota come teoria dell'universo a bolle.
Il concetto dell'universo a bolle comporta la creazione di universi derivanti dalla schiuma quantistica di un "universo genitore". Alle scale più piccole (quantistiche), la schiuma ribolle a causa di fluttuazioni di energia. Queste fluttuazioni possono creare piccole bolle e wormhole. Se la fluttuazione di energia non è molto grande, un piccolo universo a bolla può formarsi, sperimentare una qualche espansione (come un palloncino che si gonfia), ed in seguito contrarsi. Comunque, se la fluttuazione energetica è maggiore rispetto ad un certo valore critico, dall'universo parentale si forma un piccolo universo a bolla che va incontro ad un'espansione a lungo termine, e permette la formazione sia di materia che di strutture galattiche a grandissima scala.

### Teoria del Multiverso di David Deutsch
Nella "Teoria del Multiverso" il fisico David Deutsch, uno dei massimi teorizzatori viventi della computazione quantistica e dei computer quantistici, vede proprio nella realizzabilità di tali dispositivi la prova sperimentale di una iperstruttura cosmologica detta multiverso.

### Teoria delle stringhe e delle superstringhe
Nell'ambito della teoria delle superstringhe, troviamo un quarto tipo di multiverso, le membrane. Secondo la teoria delle stringhe, la materia è composta da minuscole corde vibranti in uno spazio di 11 dimensioni (10+1), 7 in più dello spazio 3 D a noi noto (più la dimensione temporale).
Le stringhe potrebbero essere aggregate a membrane 3 D (o più) immerse in uno spazio molto più ampio (iperspazio): ogni membrana è un universo distinto. Alcuni ritengono che il Big Bang all'origine del nostro universo sia stato causato da uno scontro tra due o più membrane.
Secondo la teoria delle stringhe e delle superstringhe, le ipotesi di natura corpuscolare e ondulatoria della materia non sono alternative. A livello microscopico, la materia appare composta da particelle, in realtà aggregati di cariche energetiche. Ad una dimensione di analisi crescente, queste particelle si presentano composte da energia.
Il costituente primo della materia sono stringhe di energia che vibrano ad una determinata frequenza o lunghezza d'onda caratteristica, e che si aggregano a formare particelle.
Gli infiniti universi paralleli potrebbero coesistere nello stesso continuum di dimensioni, vibrando a frequenze differenti. Il numero di dimensioni necessarie è indipendente dal numero di universi, ed è quello richiesto per definire una stringa (al momento 11 dimensioni). Questi universi potrebbero estendersi da un minimo di 4 a tutte le dimensioni in cui è definibile una stringa. Se occupano 4 dimensioni, queste sono il continuo spazio-temporale: nel nostro spazio-tempo, coesisterebbero un numero infinito o meno di universi paralleli di stringhe, che vibrano entro un range di lunghezze d'onda/frequenze caratteristico per ogni universo. Coesistendo nelle stesse nostre 4 dimensioni, tali universi sarebbero soggetti a leggi con significato fisico analogo a quelle del nostro universo.
La novità di questa teoria è che gli infiniti universi non vivono in dimensioni parallele, e non necessita di postulare l'esistenza di più di 4 dimensioni di spazio-tempo. Ciò che consente di definire una pluralità di universi indipendenti non è un gruppo di 4 o più dimensioni per ogni universo, ma l'intervallo di lunghezze d'onda caratteristico.
L'intervallo teorico di frequenze/lunghezze d'onda per le vibrazioni di una stringa determina anche il numero finito/infinito di universi paralleli definibili.

### Correlazioni con la "regolazione fine" del cosmo
L'esistenza di universi paralleli costituisce una possibile spiegazione del misterioso fine-tuning (“regolazione fine”, o “perfetto accordo”) cosmologico nei confronti della vita. Alcune costanti della natura del nostro universo sono infatti perfettamente regolate per consentire l'esistenza della vita: una loro minima variazione avrebbe reso quest'ultima impossibile. Alcuni scienziati suppongono perciò che esistano innumerevoli universi governati da leggi fisiche diverse, e che solo una minima percentuale di questi (tra cui il nostro, evidentemente) sia in grado di ospitare esseri viventi.
Esempi di parametri "finemente regolati" sono:
- Densità dell'energia oscura.
- Intensità delle forze fondamentali: gravità, elettromagnetismo, forza nucleare forte e la  forza nucleare debole.
- Massa delle particelle: elettroni, neutroni, protoni, ecc.
- Dimensioni spaziali e temporali: tre e una.

Se i suddetti parametri fossero (in alcuni casi anche lievemente) differenti da quelli attuali, la vita non avrebbe potuto svilupparsi nell'universo: gli atomi non sarebbero stabili, non esisterebbero le stelle, non potrebbero formarsi molecole di carbonio, ecc.
In alternativa agli universi paralleli, altre spiegazioni avanzate per la regolazione fine sono la coincidenza fortuita o il progetto intelligente.

### Possibile misurazione degli effetti del multiverso
Nel luglio del 2007 Tom Gehrels dell'Università dell'Arizona ha pubblicato un articolo dal titolo "The Multiverse and the Origin of our Universe", in cui suggerisce gli effetti misurabili dell'esistenza del multiverso.

## Ipotesi del Multiverso nella fisica
Laura Mersini-Houghton propose la teoria che il "cold spot" rivelato dal satellite WMAP potrebbe fornire un'evidenza empirica misurabile per un universo parallelo all'interno del multiverso. Secondo Max Tegmark, l'esistenza di altri universi è conseguenza diretta delle osservazioni cosmologiche. Tegmark descrive l'insieme generale di concetti correlati che condividono la nozione che esistono altri universi al di là di quello osservabile, e si spinge a fornire una tassonomia degli universi paralleli organizzata a livelli.

### Classificazione
Per poter rendere chiara la terminologia, i fisici George Ellis, U. Kirchner e W.R. Stoeger consigliano l'utilizzo del termine "Universo" per il modello teorico della totalità dello spaziotempo connesso nel quale viviamo, dominio universo per l'universo osservabile o una parte simile dello stesso spazio-tempo, "universo" per uno spazio-tempo generale, che si applica sia al nostro "Universo" oppure ad un altro disconnesso dal nostro, multiverso per una collezione di spazio-tempi non connessi tra di loro, e universo a multi-dominio per riferirsi a un modello dell'insieme di spazio-tempi singoli connessi nella modalità descritta dai modelli della teoria dell'inflazione caotica.
I livelli secondo la classificazione di Tegmark descritti secondo la terminologia di Ellis, Koechner e Stoeger sono brevemente descritti in seguito.

#### Universi a multi-dominio (nell'interpretazione di Ellis, Koechner e Stoeger)
I Livello (Multiverso aperto): una predizione generica di inflazione cosmologica è quella dell'universo infinito dell'ipotesi ergodica, che, essendo infinito, deve contenere vari volumi di Hubble che adempiano tutte le condizioni iniziali.

#### Universi con costanti fisiche diverse
II Livello (Teoria dell'universo a bolle di Andrej Linde): nell'inflazione caotica, altre regioni termalizzate possono avere diverse costanti fisiche, diversa dimensionalità e diverso contenuto di particelle (sorprendentemente, questo livello include anche la teoria di Wheeler sull'universo oscillante).

#### Multiversi (nell'interpretazione di Ellis, Koechner e Stoeger)
Livello III (Interpretazione multimondo di Hugh Everett III): si tratta di un'interpretazione della meccanica quantistica che propone l'esistenza di universi multipli aventi tutti le stesse costanti fisiche ma che si differenziano per ciò che succede al loro interno: ad esempio, se in un universo una particella elementare subisce l'effetto tunnel, in un altro non lo fa; allo stesso modo, sempre a titolo di esempio, un uomo potrebbe venire ucciso in un universo ma non in un altro e così via. Molti ritengono che l'interpretazione di Everett sia un'estensione conservativa della meccanica quantistica standard, il che vuol dire che se si riesce ad esprimere i suoi risultati nel linguaggio della meccanica quantistica ordinaria, essa non porta a nuovi universi con leggi e costanti fisiche diverse, ossia a nuovi risultati non-contemplati dalla fisica senza interpretazione everettiana, ciò che rende quest'ultima superflua dal punto di vista del Rasoio di Occam. Questo, secondo Tegmar, "è un fatto ironico, dal momento che storicamente questo livello è stato il più controverso". Nel settembre del 2007 David Deutsch ha presentato quella che viene considerata una prova dell'interpretazione a molti-mondi.

#### Insieme definitivo
Livello IV (insieme definitivo di Tegmark): altre strutture matematiche danno differenti equazioni fondamentali per la fisica. Questo livello considera reale ogni ipotetico universo basato su queste strutture. Siccome esso contiene tutti gli altri insiemi porta a chiusura la gerarchia dei multiversi: non ci può essere un livello 5. La questione ancora aperta riguarda le possibili suddivisioni del livello IV in futuro.

#### Teoria M
Un multiverso di una specie differente è stato ipotizzato con l'estensione a 11 dimensioni della teoria delle stringhe conosciuta come Teoria M. In questa teoria, il nostro e gli altri universi sono creati da collisioni fra membrane in uno spazio avente 11 dimensioni.

## Critiche
Nella classificazione delle teorie scientifiche in base al livello di prova occupa quello più basso, relativo alle teorie che non si possono confrontare con la realtà, sono prive di modello matematico e di implicazioni che siano sperimentalmente falsificabili o riproducibili.
Le ipotesi sul multiverso sono controverse all'interno della comunità scientifica e non accettate dalla maggioranza degli studiosi, che le  collocano nella scienza di confine e affermano che la teoria deve essere oggetto di appropriati studi scientifici per poter essere validata. Le critiche più ricorrenti sono le seguenti:
- Gli universi paralleli non sono osservabili, non solo di fatto ma (generalmente) nemmeno in linea teorica; manca la verificabilità empirica, che demarca il discorso scientifico dagli altri ambiti
- Non sembrano superare il criterio della falsificabilità di Popper
- Sono una conseguenza di ipotesi scientifiche ancora incerte e controverse
- In quanto soluzione complicata e ridondante, rischiano di soccombere al “rasoio di Occam”
- In generale molti considerano simili prospettive più filosofiche che scientifiche, più vicine alla metafisica che alla fisica

## Rappresentazioni del multiverso nella fantascienza
Attorno all'ipotesi dell'esistenza del multiverso sono state create numerose ambientazioni per libri, film, fumetti e serie televisive. Il comune denominatore delle vicende raccontate è la possibilità di viaggiare o di interagire con mondi esistenti nelle varie dimensioni teorizzate dall'idea di multiverso.